# Серпівка (присілок)
Серпівка (рос. Серповка) — присілок в Глушковському районі Курської області Російської Федерації.
Населення становить 95 осіб. Входить до складу муніципального утворення Кобильська сільрада.

## Історія
Населений пункт розташований на території українського етнічного та культурного краю Східна Слобожанщина.
Від 2004 року входить до складу муніципального утворення Кобильська сільрада.

## Населення
| 2002 | 2010 |
| ---- | ---- |
| 146  | ↘95  |